# Szendek Volde Tiatosz
Szendek Volde Tiatosz ( – 1888 után),  Araja Szelasszié etióp trónörökösnek és tigréi királynak, IV. Johannész (Kasza Mircsa) etióp császár fiának az ágyasa. A Salamon-dinasztia tagja.

## Élete
Apja Volde Tiatosz (Tadu), anyja Gelebe úrnő, aki Klaudiosz (Galavdevosz) (1521–1559; ur.: 1540–1559) etióp császár egyik unokahúgának a leszármazottja volt.
1886 előtt házasságon kívüli viszonyt kezdett vele Araja Szelasszié etióp trónörökös és tigréi király, IV. Johannész (Kasza Mircsa) etióp császárnak (1837–1889) Tebaba Szelassziével, egy keresztény hitre tért afar muszlim úrnővel kötött házasságából született fiával, aki 1882. október 24-ével Aszkala Mariam soai hercegnőnek (1916-tól I. Zauditu néven etióp császárnőnek), Szahle Mariam soai király (1889-től II. Menelik néven etióp császár) lányának volt a férje. Araja Szelasszié házassága gyermektelen maradt, viszont Szendek úrnőtől született egy fia, Gugsza (1886–1932), de apja, Araja Szelasszié 1888. június 10-én, még az apja, IV. Johannész császár életében meghalt. Szendek és Araja Szelasszié fia még csak hároméves volt ekkor, de a császári nagyapa nem ismerte el utódjául, viszont a halálos ágyán a hivatalosan eddig az öccse fiaként számon tartott Mengasa (1865–1906) herceget elismerte vér szerinti fiaként, aki a sógornőjével folytatott viszonyból született, és őt kívánta császárnak jelölni, míg mások az unokának, Araja Szelasszié fattyú fiának, Rasz Gugszának a jelöltségét támogatták. A trónöröklésben való egyet nem értés Araja Szelassié apósának kedvezett, így lett Szahle Mariam soai királyból II. Menelik néven Etiópia császára.
Fia, Gugsza 1921-ben a mostohanyjától, Zauditu etióp császárnőtől megkapta a rasz címet, és Kelet-Tigré kormányzója lett. 1930. november 1-jén pedig Zauditu utódjától, az új császártól, I. Hailé Szelassziétól elnyerte a hercegi címet is.

## Gyermeke
- Házasságon kívüli kapcsolatából Araja Szelasszié (1867–1888) etióp trónörököstől és tigréi királytól, 1 fiú:
  - Gugsza (1886–1932), Tigré hercege, 1. felesége N. N., 1 fiú, 2. felesége Yesas Vork (1902–1979) hercegnő, Hailé Szelasszié etióp császár unokahúga, 1 leány